# Гробље Бутел
Градско гробље Бутел је највеће гробље у граду Скопљу и Северној Македонији уопште. Гробље је основано 1952. године и на њему су одмах почеле сахране, али и премештања посмртних остатака с околних гробља. Заузима површину од 63 хектара, од чега 41 220 м2 зелених површина и 75 431 гробно место, чији се број свакодневно повећава.
Највећи део гробља заузимају православни гробови, а затим муслимански, католички и јеврејски. На Бутелу се налазе и гробови од посебног значаја за град Скопље, као што су гробови бораца погинулих током Другог светског рата (Партизанско гробље), Алеја великана и Алеја погинулих у земљотресу 1963. године.

## Опис појединих целина
Партизанско гробље, где почивају посмртни остаци бораца из Другог светског рата, налази се у централном делу гробља. Заузима површину од 10 000 м2, од чега 950 м2 заузимају бетонски путови и приступне платформи, а 9 050 м2 су зелене површине. Ту су сахрањени остаци учесника Народноослободилачке борбе, од којих су 6 народни хероји. У централном делу у ове целине изграђен је заједнички споменик жртвама Другог светског рата.
У Алеја погинулих у земљотресу 1963, од 1070 људи који су изгубили живот, 1036 сахрањено је на гробљу Бутел. Споменик жртвама земљотреса налази се у источном делу гробља и саграђен је 1965. године. Управа гробља води посебну бригу о овом културно-историјском споменику.
По Урбанистичком плану из 1951, гробље Бутел обухвата и католичке гробове који се налазе на неколико парцела. За потребе католика, унутар гробља је саграђена нова капела која је створила услове за обављање католичких обреда.
Западни део гробља око 12 хектара обухвата муслиманско гробље. На овој локацији се од 1952. врше сахране грађана Скопља муслиманске вере. У оквиру гробља постоје сви услови за обављање муслиманских верских обреда.
Јеврејски гробови налазе се у одељењу између партизанског и муслиманског дела гробља, творећи површину од 1000 м2. Они су потпуно ограђени декоративним каменом дужине 110 метара, и између њих воде две стазе дужине 100 метара; у овом делу гробља налази се и спомен-чесма. Сваке године 11. марта на овом простору се одржава комеморација у знак сећања на жртве холокауста у Северној Македонији у 1943. години.